# 映画は映画だ
『映画は映画だ』（原題：영화는 영화다、英題：Rough Cut）は、2008年の韓国映画。主演はソ・ジソブ、カン・ジファン。原案・製作はキム・ギドク。2011年6月13日の21:00 - 22:54にはBSジャパンの『シネマクラッシュ』枠にてテレビ放送された。

## ストーリー
映画俳優のスタは、アクションシーンの撮影でつい本気になって相手に怪我を負わしてしまう「常習犯」。現在撮影中の新作映画でもスタのせいで相手の俳優が大怪我をして降板し、スタは窮地に陥る。スタはつい自分で代役を見つけると宣言してしまうが、もはや誰も引き受けてはくれない。そんなときに思い出したのが、つい先日ふとしたことで知り合った、スタのファンで俳優志望だったというヤクザ、ガンペ。今でも俳優への夢を忘れられないガンペはスタの提案を受けるが、アクションシーンは「ガチンコで」という条件を付ける。ヤクザのような俳優と俳優を夢見ていたヤクザの、ガチンコ勝負の映画撮影が始まる。

## キャスト
- ソ・ジソブ：イ・ガンペ
- カン・ジファン：チャン・スタ
- ホン・スヒョン：カン・ミナ
- コ・チャンソク：ボン監督

## スタッフ
- 原案・製作：キム・ギドク
- 監督：チャン・フン

## 主な受賞
- 第28回韓国映画評論家協会賞 新人監督賞、男優演技賞、新人俳優賞